# Graffione etrusco

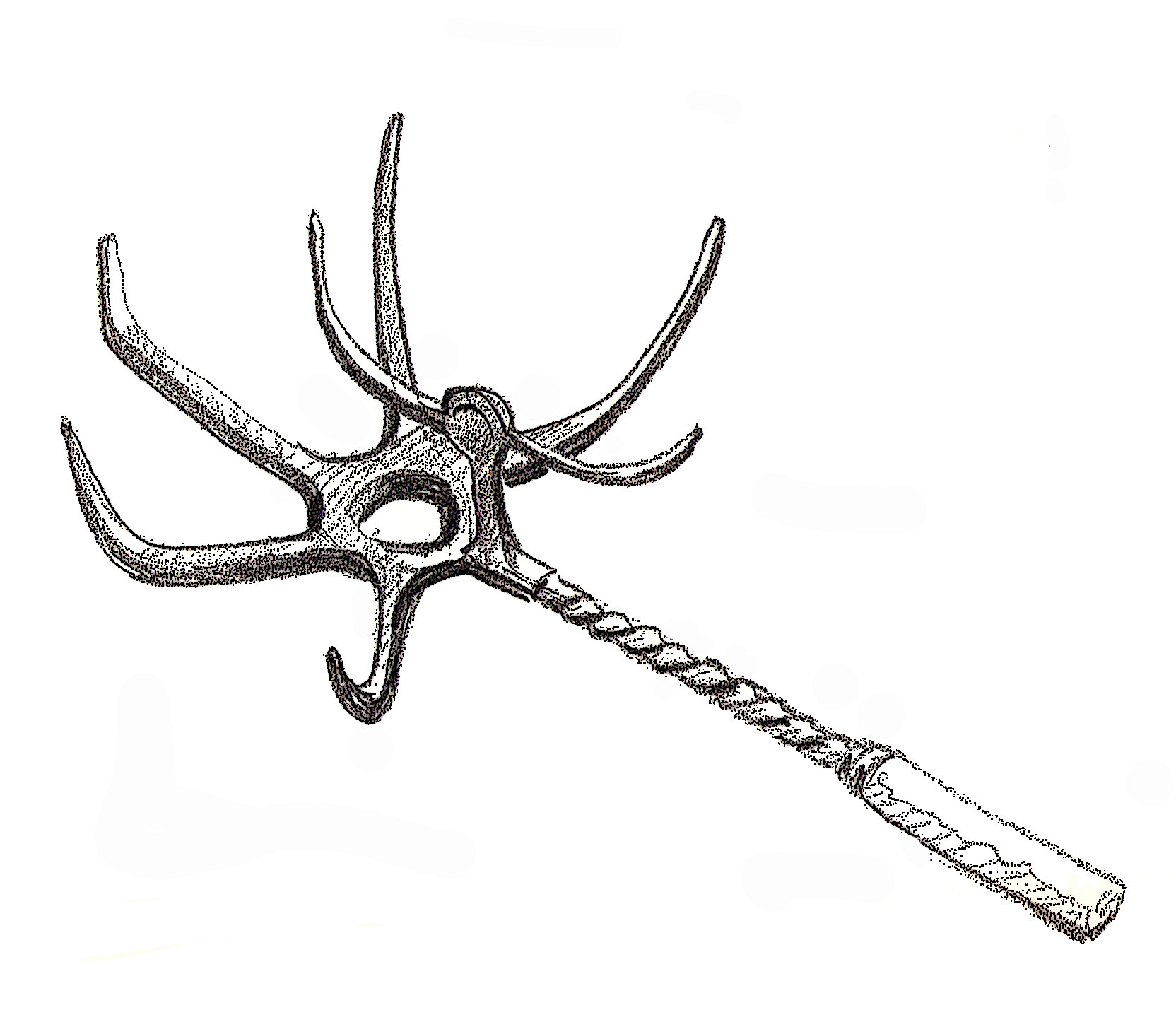
Vista artista.

Il graffione è un oggetto etrusco con molti artigli, probabilmente utilizzato per arrostire le carni come proposto dal museo civico di Chianciano Terme dove è stato realizzato il bozzetto.
Il Museo di Populonia, utilizza la fotografia di questo oggetto per illustrare un altro scopo: quello di commentare uno degli oggetti esposti nella sua collezione; è simile nella forma, ma diverso nella destinazione, designato a dover fungere da tedoforo, candeliere o candeliere. Un esempio della difficoltà di speculazione sulla destinazione degli oggetti ritrovati.
Il cenacolo di Fuligno espone, in una sala laterale, una vetrina che ne contiene anche una (il luogo, prima di essere riabilitato in cenacolo e in museo, essendo stato, un tempo, museo etrusco).